# Maladera punctatissima
Maladera punctatissima är en skalbaggsart som beskrevs av Franz Faldermann 1835. Maladera punctatissima ingår i släktet Maladera och familjen Melolonthidae. Inga underarter finns listade i Catalogue of Life.